# Ludan de Nordhouse
Saint Ludan de Nordhouse († 1202) ou Loudain, ou encore Luden est un pèlerin venu d'Écosse sur le chemin de Dieu, jusqu'au tombeau du Christ et d'autres lieux saints.
Reconnu saint catholique, il est fêté le 12 février, surtout localement.

## Biographie

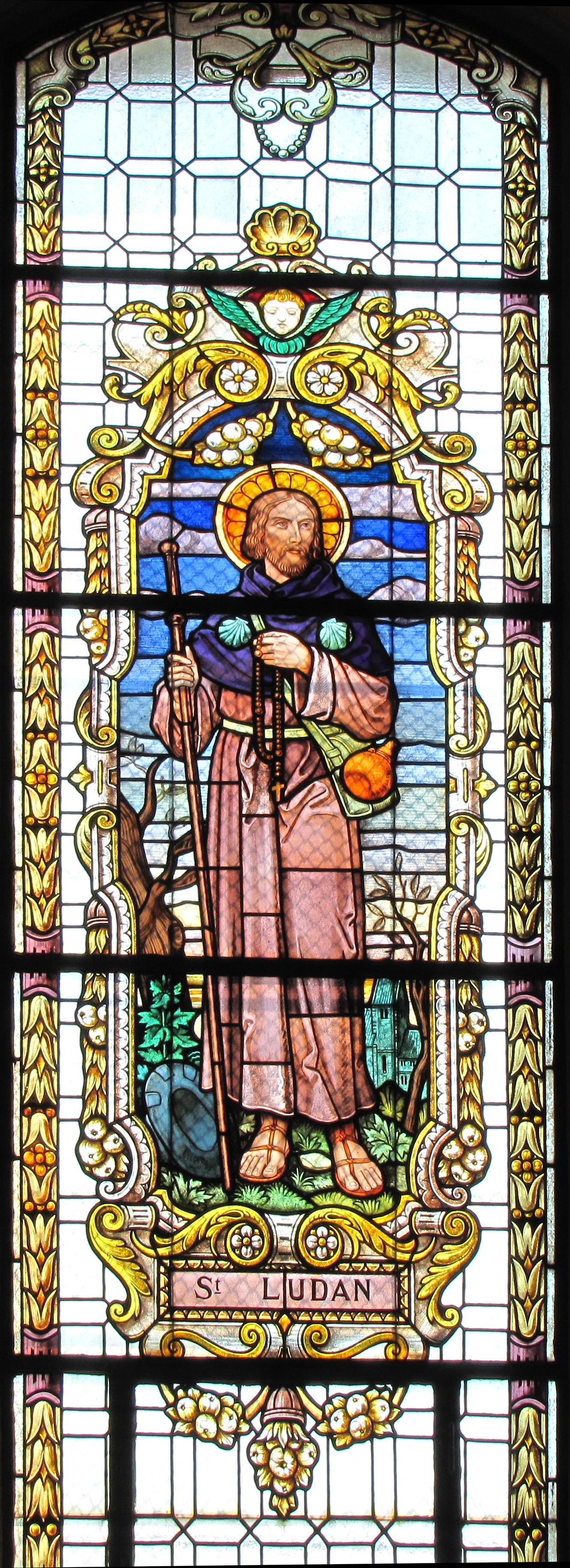
Vitrail représentant St Ludan, église Saint-Michel de Nordhouse.

Fils de Hildebod, duc écossais, il employa après la mort de son père toute sa fortune à des œuvres de pitié et bâtit, entre autres, un hôpital pour les étrangers, les malades et les infirmes. Il fit ensuite un pèlerinage à Jérusalem et à son retour passa par l'Alsace. Il y mourut de froid sous un arbre à Nordhouse le 12 février 1202. Il est dit que l'on trouva dans sa besace ces mots : « Je suis le fils du noble Hildebod, duc d'Écosse et je me suis fait pèlerin pour l'amour de Dieu »,,. Son corps fut récupéré par le village de Hipsheim où il fut inhumé dans l'église de Scheerkirche. 
Le récit hagiographique raconte qu'avant de mourir, un ange lui porta l'Eucharistie, et qu'à sa mort, toutes les cloches des églises avoisinantes se mirent à sonner le glas,.

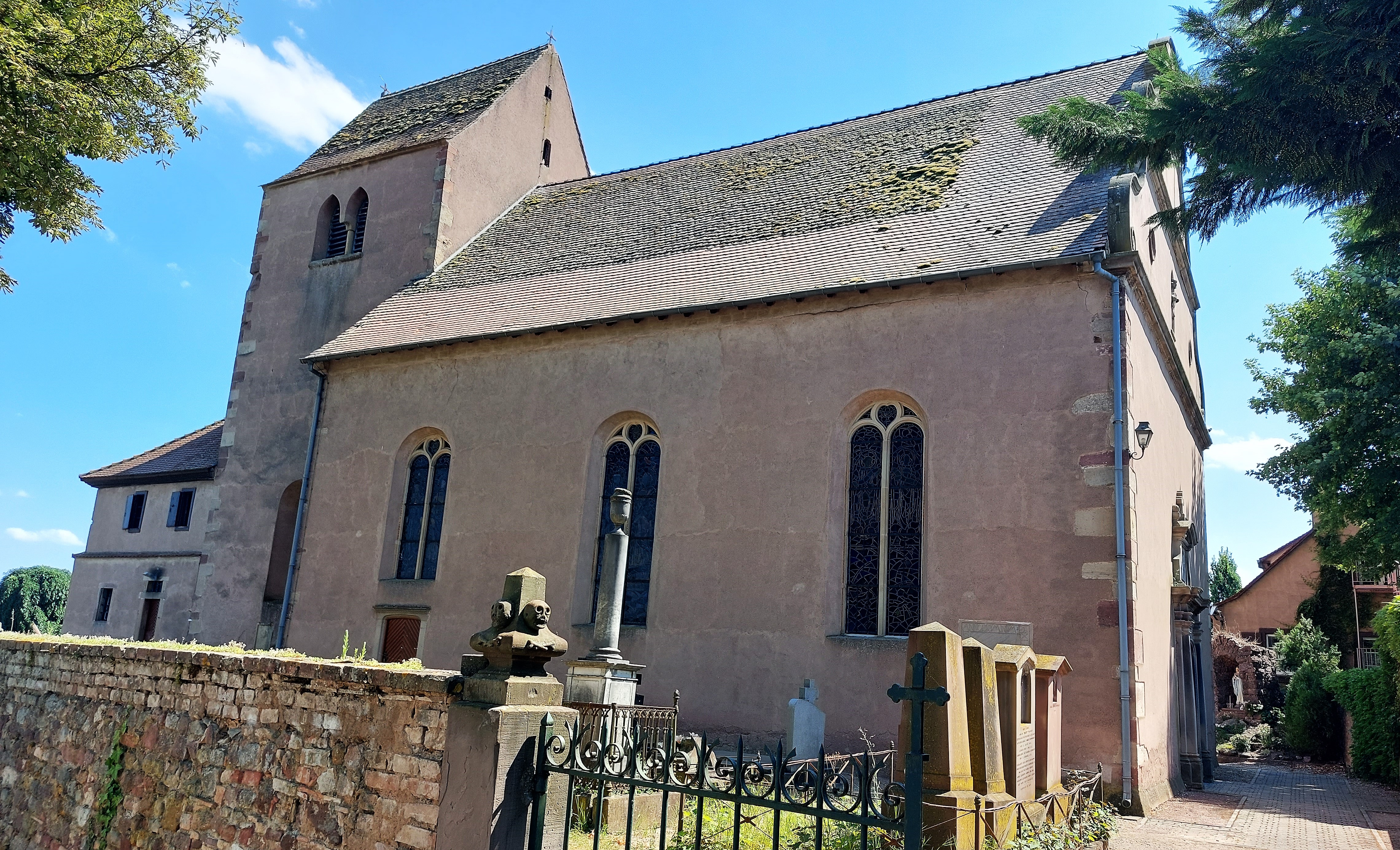
La chapelle Saint-Ludan d'Hipsheim, Bas-Rhin.

Une chapelle sous l'invocation de saint Ludan a effectivement été édifiée à Hipsheim ; on y trouve un tombeau du saint datant de 1492.
Il fut détruit lors de la guerre des Suédois (XVIIe siècle).
D'après le Dictionnaire hagiographique des Saints publié par les bénédictins de l’abbaye Saint-Augustin de Ramsgate (en), et conforme au Martyrologe romain révisé en 1969 : 
« Saint Ludan, de son vrai nom Loudain, est mort vers 1202. Le saint de ce nom qui est vénéré à Scherkirchen, Bas-Rhin, serait originaire d’Écosse ou d’Irlande. Rentrant d’un pèlerinage en Terre sainte, il serait mort en France, fête le 12 février ».